# Limite de Hayflick

Animation d'une molécule d'ADN.

La limite de Hayflick est le nombre de fois qu'une population de cellules humaines somatiques et différenciées  peut se diviser avant que la division cellulaire ne devienne impossible. Elle a été découverte par Leonard Hayflick en 1965 : Hayflick avait observé que des cellules en division (mitose) dans une culture cellulaire ne se divisaient que 50 fois avant de mourir. Quand des cellules approchaient cette limite, elles montraient des signes de sénescence. On parle ici de sénescence réplicative en opposition à la sénescence prématurée ou induite par un stress cellulaire.
La limite est estimée entre 50 et 70 divisions cellulaires.

## Les cellules mitotiques
Au début des années 1960, à l'Institut Wistar de Philadelphie, Leonard Hayflick modifia la technique de culture en procédant de façon méthodique : une culture primaire confluente (première phase d'une culture de cellules à nombre limité de divisions cellulaires) de fibroblastes est mise en suspension et divisée en deux parties égales. Les deux nouvelles cultures, après avoir atteint la confluence, subissent le même traitement. On obtient ainsi à chaque passage un doublement de la population cellulaire. Il est apparu qu'avec des fibroblastes d'embryon humain, le nombre maximal de passages (nombre de doublements de la population cellulaire) était compris entre 50 et 60 et qu'avec des cellules prélevées sur des personnes de plus en plus âgées, le nombre maximal de doublements de la population cellulaire baissait régulièrement. 
En testant des cellules provenant d'un grand nombre d'individus, il a été montré que chaque décennie fait perdre environ deux à trois doublements de la population cellulaire aux fibroblastes des donneurs. Il est ainsi apparu que la perte progressive de la capacité des fibroblastes à proliférer n'est pas seulement un artefact de laboratoire mais qu'elle peut être aussi constatée in vivo.
Hayflick eut l'intuition de proposer son expérience comme un modèle général d'étude du vieillissement in vitro. Ce qui ne signifie pas pour autant que le modèle de Hayflick explique à lui seul l'ensemble des questions liées au vieillissement. Le rôle du génome dans les mécanismes de vieillissement est en revanche activement étudié grâce à ce modèle, avec les limites d'interprétation qu'il suppose. En particulier, le modèle de Hayflick a été très fructueux dans les recherches sur le rôle du génome dans les mécanismes du vieillissement cellulaire ou plus exactement dans les mécanismes qui limitent la prolifération des cellules[réf. souhaitée]. Il est important de savoir que la perte progressive de la capacité de prolifération des cellules normales n'est pas l'unique facteur du vieillissement in vivo. Cela n’enlève rien à la validité du modèle de Hayflick pour l'étude comparative du vieillissement des cellules mitotiques.
Hayflick a tôt fait de démontrer que les exceptions à sa règle — on parle de « limite de Hayflick » — correspondent à des cellules transformées, devenues malignes. Ceci peut s'observer quand on cultive des cellules de rongeurs qui se transforment parfois spontanément en culture : elles transgressent en fait la limite de Hayflick et deviennent « immortelles » en culture, alors qu'in vivo, elles tueraient rapidement leur hôte et mourraient avec lui. Depuis que l'on a appris à manipuler le génome, on sait que de nombreuses cellules peuvent être « immortalisées » en culture sans que cela soit incompatible avec la règle établie par Hayflick.

## Enjeux et mécanisme
Mis à part pour les cellules HeLa, il a été constaté, pour chaque type cellulaire différencié de l'organisme humain, une limite au nombre de fois qu'une cellule peut se diviser. Il en est de même pour les autres organismes. Cette limite varie en fonction du type cellulaire, et plus encore en fonction du type de l'organisme. La limite pour l'homme se situe aux environs de 52. Cette limite a été reliée au raccourcissement des télomères (région à l'extrémité des chromosomes) par Alekseï Olovnikov.
Cette limite est supposée être l'une des causes du vieillissement, et si le raccourcissement des télomères pouvait être ralenti ou empêché, il deviendrait possible d'augmenter l'espérance de vie. Cette théorie, non scientifique et improuvable, est développée par le projet Strategies for Engineered Negligible Senescence.
Les cellules souches ne sont pas, par définition, complètement différenciées. Nombre d'entre elles s'avèrent capables, pendant toute la durée de vie de leur organisme-hôte, de donner naissance à de nouvelles cellules, et ce sans limitation. Elles constituent donc une exception remarquable à la limite de Hayflick qui affecte, entre autres organismes, ceux des humains. Alors que la production permanente de cellules filles par les cellules souches semble évidente dans des tissus à remplacement rapide, comme la peau et les cellules sanguines, des cellules souches existent pourtant, sous une forme ou une autre, dans chaque tissu du corps humain même si elles n'existent qu'à l'état de cellules dormantes.
Les cellules cancéreuses constituent l'autre exception remarquable à la limitation de la division cellulaire. Il est possible[Qui ?] que la limite de Hayflick aurait pour principale fonction d'empêcher l'apparition de cancers. Si une cellule devient cancéreuse alors qu'elle approche sa limite de Hayflick, elle ne sera capable de se diviser qu'un nombre limité de fois. Une fois cette limite atteinte, la tumeur ainsi formée ne pourra plus s'étendre et les cellules qui la constituent finiront par mourir. Les cancers ne deviennent problématiques que si les cellules qui le constituent ont trouvé le moyen de contourner la limite de Hayflick. De telles cellules sont appelées « cellules immortelles ». Ces cellules immortelles finissent quand même par mourir, mais l'ensemble des cellules rendues immortelles n'est pas limité quant au nombre de divisions cellulaires pouvant se réaliser en leur sein.